# Ліберда Ігор Васильович
Ігор Васильович Ліберда (22 березня 1938, Чорторийськ, Баранівський район, Житомирська область — 16 серпня 2012, Житомир, Україна) — поет, перекладач, журналіст, член Національної спілки письменників України.

## Життєпис
У 1964 році закінчив Житомирський педагогічний інститут, у 1979 році — відділ журналістики Київської вищої політичної школи. У 1962—64 роках вчителював, у 1964—2006 роках працював журналістом: спочатку в черняхівській та житомирській районних газетах, від 1973 року — в обласній газеті «Житомирщина», власним кореспондентом, завідувачем відділів, оглядачем.

## Твори
- Ліберда І. В Знак рівноваги: [поезія] / Ігор Ліберда ; [упорядкув., авт. післям.: Леся Соболівська ; худож. оформ.: Миколи Соболівського, Устима Соболівського]. — Житомир: Рута, 2013. — 199, [1] с. : портр., іл. — Із змісту.: У храмі світлім вічної любові / П. Білоус. Знак доброти — над цілим світом: (до 75-річчя з дня народж. Ігоря Ліберди) / Л. Соболівська. — ISBN 978-617-581-195-5.
- Ліберда І. В. Квартали життя: поезії / Ігор Ліберда. — Київ: Молодь, 1966. — 59, [3] с. : портр.
- Ліберда І. В. Питальний знак : 1991—2007 / Ігор Ліберда ; [худож. Микола Соболівський]. — Житомир: Пасічник М. П., 2007. — 67, [1] с. : портр., іл. — (Бібліотечка ЖОО НСПУ).
- Ліберда І. В. Світанковий сад: поезії / Ігор Ліберда. — Київ: Рад. письменник, 1987. — 67, [5] с. : портр.
- Ліберда І. Знак доброти — над цілим світом: [вірші] / І. Ліберда // Тет-А-Тетерів: літературний альманах / авт.-упоряд. М. П. Пасічник. — Житомир: Пасічник М. П., 2007. — Кн. 1. — С. 21-26 : фот. — ISBN 978-966-2936-17-9.
- Ліберда І. Лісова симфонія / Ігор Ліберда // Світло спілкування. — 2011. — № 13. — С. 42-44 : фот.
- Ліберда І. Тільки до людей, а не від них: [вірш] / Ігор Ліберда // Парк Шодуара: поетична антологія рідного краю / уклад. В. Бендерська [та ін.]. — Житомир: О. О. Євенок, 2018. — С. 241—242.

## Переклади
- Єнеш В. Г. Чи є в тебе бабуся? : оповідання / пер. з чувас. О. Табакова, І. Ліберда ; худож. О. Басс. — Київ: Веселка, 1992. — 31 с. : іл. — ISBN 5301012436 (укр.).
- Чуваські народні казки / пер. з чув., упоряд. О. Табакової, І. Ліберди ; мал. В. Малинки. — Київ: Веселка, 1976. — 103 с. : іл. — (Казки народів СРСР).
- Юман та його друзі: чувас. нар. казки / пер. з чувас. І. Ліберди, О. Табакової ; худож. В. Малинка. — Київ: Веселка, 1985. — 28 с. : іл.